# Gruvmuseet, Falu koppargruva
Gruvmuseet, tidigare känt som Bergslagets museum och Stora Kopparbergs museum, är en del av världsarvet Falu koppargruva. Museet är inrymt i brukskontoret på gruvområdet strax utanför Falun och behandlar gruvans historia.

## Historik
Gruvmuseets föremålssamling påbörjades på 1890-talet av Carl Sahlin och räknas idag till Sveriges första tekniska museum. Sahlin var anställd 1888-1900 som gruvingenjör och disponentassistent vid Stora Kopparbergs Bergslag AB. Genom hans initiativ räddades det som fanns kvar av Falu Gruvas äldre historia. År 1917 inrättades Biblioteksavdelningen med de tre underavdelningarna arkiv, bibliotek och museum.